# Mottanaite-(Ce)
La mottanaite-(Ce) è un minerale appartenente al gruppo dell'hellandite.